# Museu de Arte, Arquitetura e Tecnologia

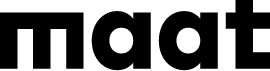

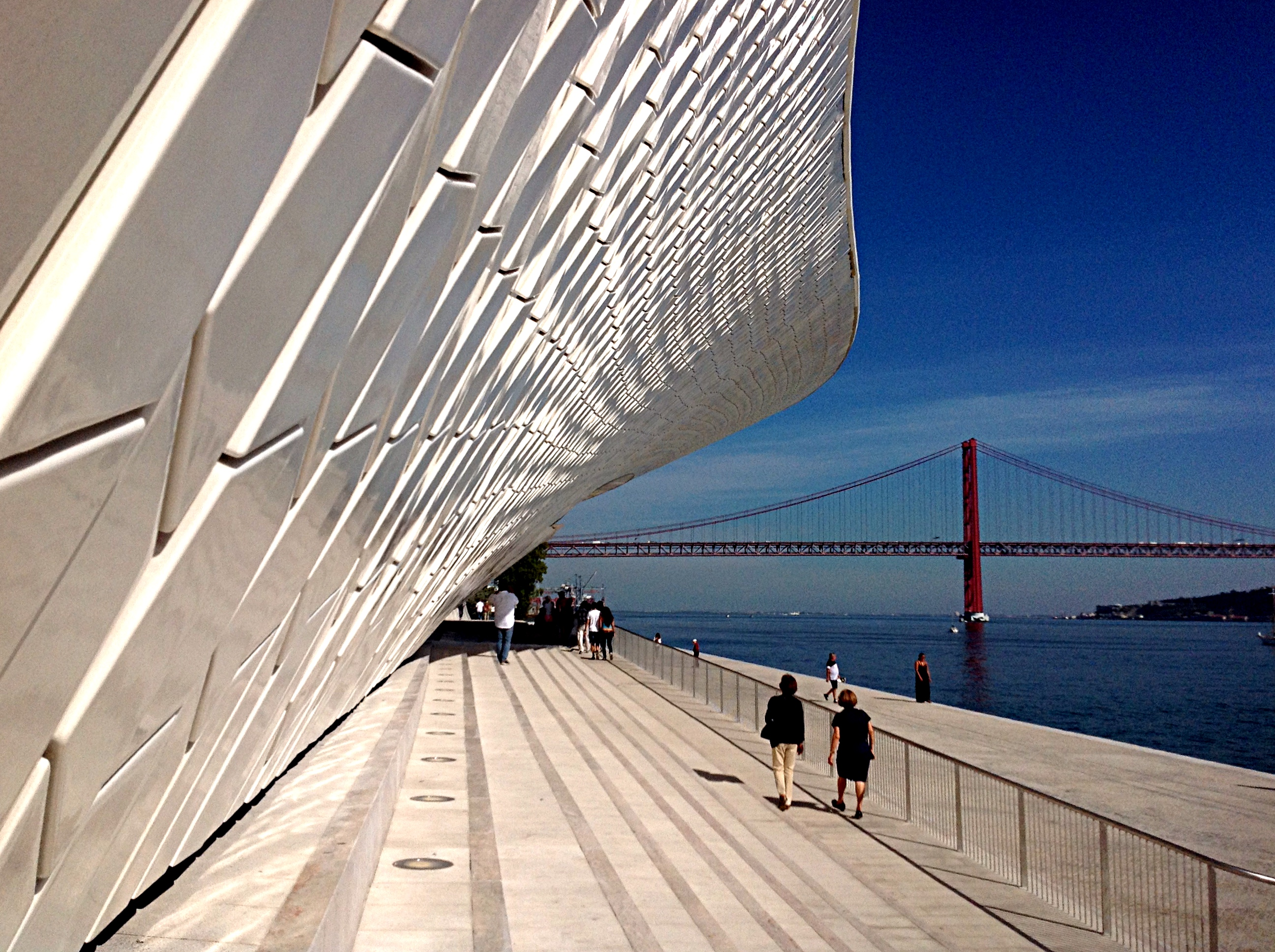
Das Museum für Kunst, Architektur und Technologie (MAAT) in Lissabon

Das Museum für Kunst, Architektur und Technologie (MAAT) ist ein Museum in Lissabon und wurde im November 2016 eröffnet. Das Gebäude der britischen Architektin Amanda Levete wurde am 9. März 2017 fertiggestellt und liegt direkt am Ufer des Flusses Tejo (span. Tajo), unmittelbar neben dem Industriedenkmal und Elektrizitätsmuseum Central Tejo im Stadtteil Belém.

## Selbstverständnis
Das Museum hat den Anspruch, Raum zu geben für Entdeckungen, für kritisches Denken und für einen internationalen Dialog an der Schnittstelle zwischen den Disziplinen Gegenwartskunst, Architektur und Technologie. In diesem Sinne werden nationale und internationale Ausstellungen zu zeitgenössischen Künstlern, Architekten und Denkern für alle Ziel- und Altersgruppen gezeigt. Insbesondere werden die Ausstellungen mit Exponaten aus der auf moderne portugiesische Kunst spezialisierten Kunstsammlung der Stiftung Fundação EDP bestückt.

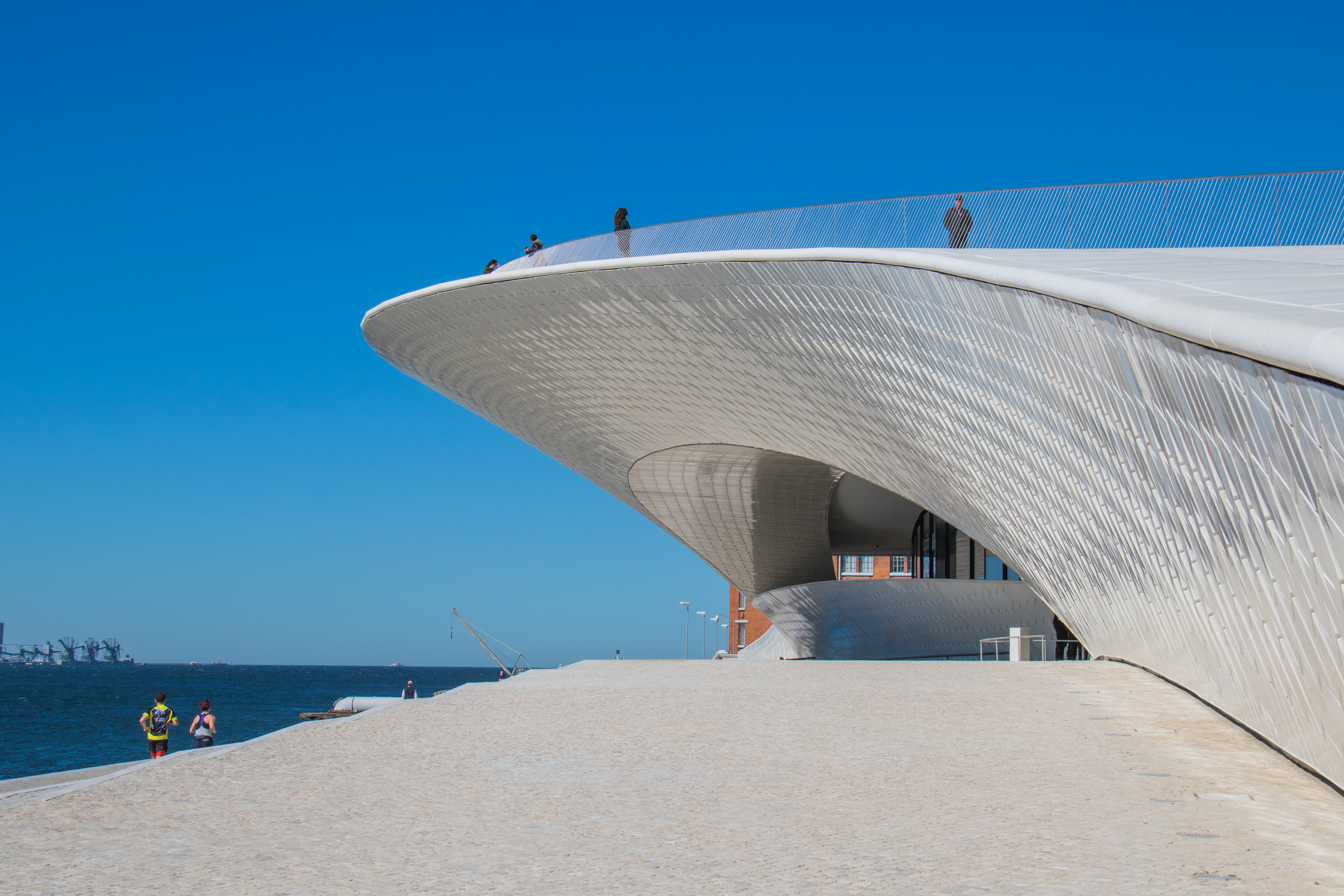
Das begehbare Dach

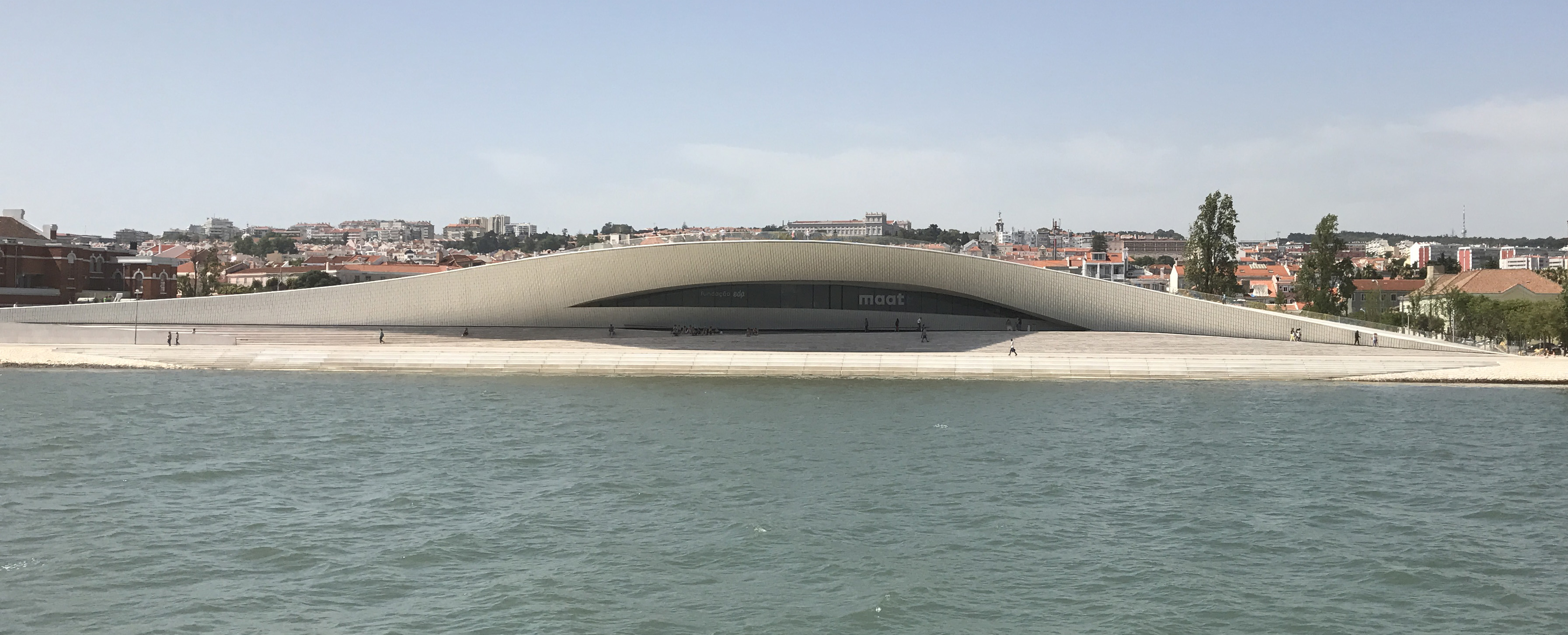
Ansicht vom Fluss aus

## Entstehung und Architektur
Bauherr des Projekts und Eigentümerin des MAAT ist die Stiftung Fundação EDP, die zur ehemals staatlichen portugiesischen Unternehmensgruppe Energias de Portugal, SA gehört. Das Bauwerk, entworfen von der britischen Architektin Amanda Levete, wurde im März 2017 fertiggestellt, aber bereits am 5. Oktober 2016 provisorisch eröffnet. Die geschwungene, langgezogene, ovale Fassade besteht aus 14936 hellen, teilweise dreidimensionalen Kacheln, die auf das sich stets verändernde glitzernde Licht am Wasser reagieren sollen. Unter der enormen Auskragung, die durch eine Stahlkonstruktion möglich gemacht wird, befindet sich der stützenlosen Zentralraum, die »Galeria oval«.
Der Bau nimmt in seinem Äußeren Bezug auf die Geschichte des Landes – der wellenförmige Bau an der Mündung des Tejo erinnert an die Seefahrt und ermöglicht über das begehbare Dach Stadtansichten und will umgekehrt auch den Blick auf die Stadt lenken. Das Projekt umfasst etwa 3000 Quadratmeter an Ausstellungsfläche sowie 7000 Quadratmeter an öffentlichem Raum. Mit dem 20 Millionen Euro teuren Museumsbau verbindet die Stiftung EDP nicht zuletzt das Ziel, den historischen Stadtteil Belém wieder in das öffentliche Interesse zu rücken und zu beleben.
Durch seine geringe Höhe von nur 12 m passt sich das MAAT in die Kulisse des Stadtteils Belém ein, ohne dessen historische Bauten zu verdecken. Zudem wurde das moderne Gebäude mit dem benachbarten, ehemaligen Dampfkraftwerk Central Tejo – heute vielbesuchtes Elektrizitätsmuseum – durch ein Landschaftsprojekt, das vom libanesischen Architekten Vladimir Djurovic entworfen wurde, verbunden.

## Ausstellungstätigkeit
Im Oktober 2016 wurde das MAAT mit einer Installation der französischen Konzeptkünstlerin Dominique Gonzalez-Foerster eröffnet, auch die Hauptausstellung „The Form of Form“ der Architekturtriennale Lissabon 2016 war im MAAT zu sehen.
Erster Museumsdirektor war Pedro Gadanho, zuvor Architektur-Kurator am Museum of Modern Art. Im September 2019 folgte ihm Beatrice Leanza als Museumsdirektorin, Kuratorin ist Inês Grosso.